# Deutsche Turnmeisterschaften 1941
Die Deutschen Kunstturnmeisterschaften 1941 wurden als 2. deutsche Kriegsmeisterschaft am 1. und 2. Februar vor 8000 Zuschauern in der Städtischen Festhalle in Karlsruhe ausgetragen.

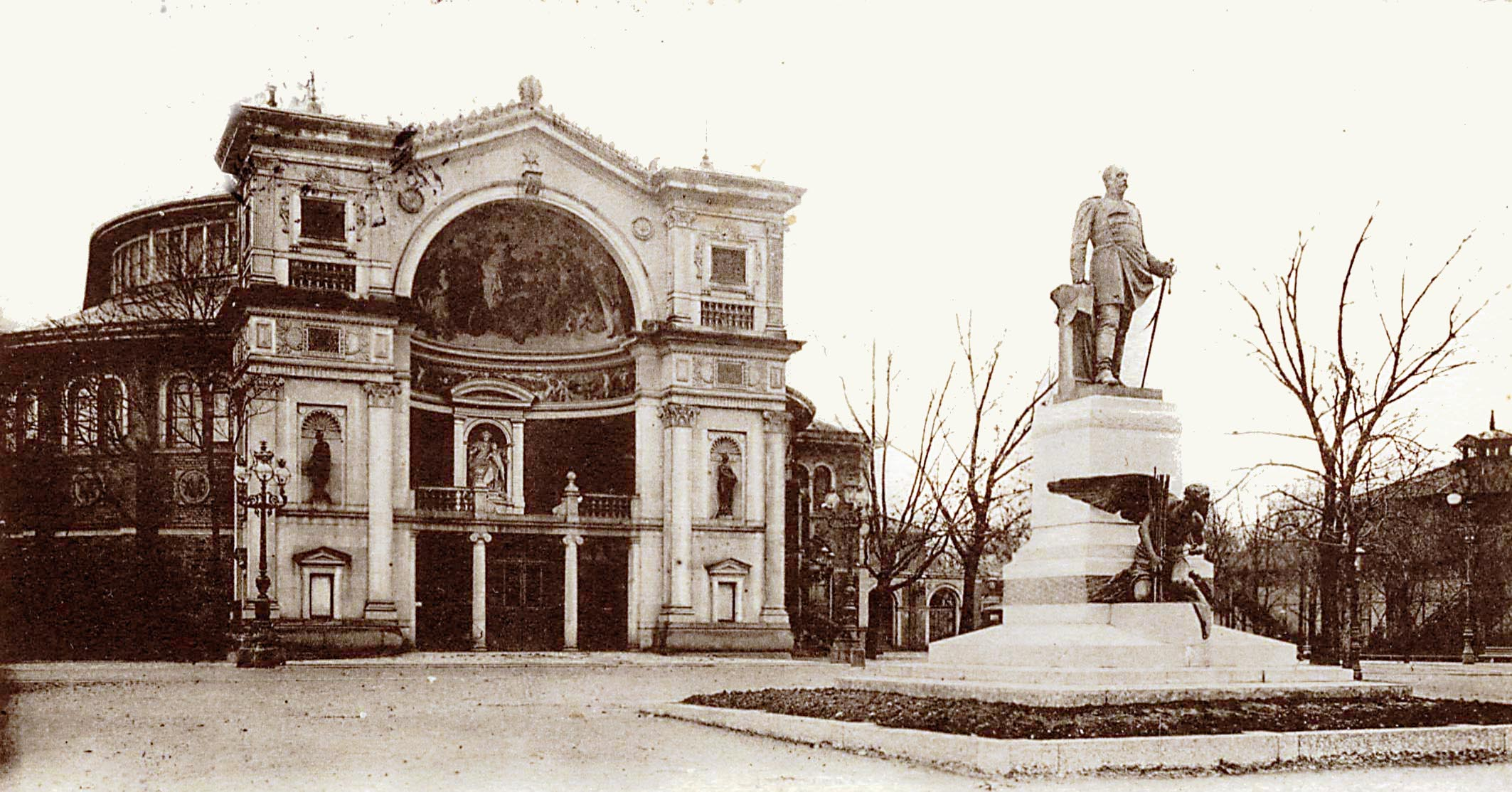
Städtische Festhalle, (ca. 1911)

Deutscher Mehrkampfmeister wurde Willi Stadel aus Konstanz.
Die Ergebnisse der besten 50:

## Mehrkampf
| Platz | Name/Herkunftsort              | Sportgau            | Gesamtpunktzahl |
| ----- | ------------------------------ | ------------------- | --------------- |
| 1     | Willi Stadel, Konstanz         | Wehrmacht Luftwaffe | 197,3           |
| 2     | Karl Stadel, Konstanz          | Wehrmacht Heer      | 197,1           |
| 3     | Kurt Krötzsch, Leuna           | VI                  | 191,8           |
| 4     | Hans Friedrich, München        | Wehrmacht Heer      | 190,7           |
| 5     | Eugen Göggel, Stuttgart        | XV                  | 190,4           |
| 6     | Emil Anna, Frankfurt           | Wehrmacht Luftwaffe | 189,7           |
| 7     | Kurt Haustein, Leipzig         | V                   | 189,5           |
| 8     | Karl Weischedel, Stuttgart     | XV                  | 188,8           |
| 9     | Rudolf Gauch, Kiel             | Wehrmacht Marine    | 188,6           |
| 10    | Alfred Müller, Leuna           | VI                  | 187,6           |
| 10    | Richard Reuther, Oppau         | XIII                | 187,6           |
| 11    | Georg Sich, Berlin-Tegel       | III                 | 186,4           |
| 12    | Helmut Bantz, Speyer           | XIII                | 185             |
| 13    | Georg Strobel, Hüttlingen      | XV                  | 183,9           |
| 14    | Kurt Otto, Leuna               | Wehrmacht Luftwaffe | 183,4           |
| 15    | Jakob Kiefer, Bad Kreuznach    | XI                  | 183             |
| 16    | Fritz Limburg, Ruhla           | VI                  | 181,9           |
| 17    | Kurt Hahn, Köln                | Wehrmacht Marine    | 181,7           |
| 18    | Robert Smuda, Hamburg          | VII                 | 181,3           |
| 19    | Max Walter, Weinheim           | Wehrmacht Luftwaffe | 180,4           |
| 20    | Werner Pagel, Leipzig          | V                   | 180,1           |
| 21    | Heinz Boll, Berlin             | III                 | 179,4           |
| 22    | Reinhold Stutte, Eichen        | Wehrmacht Heer      | 179,2           |
| 23    | Walter Baumbach, Zella-Mehlis  | VI                  | 178,7           |
| 24    | Eugen Eisenmann, Stuttgart     | XV                  | 178,6           |
| 25    | Lorenz Herrmann, Ulm           | XV                  | 178,3           |
| 26    | Willi Münder, Göggingen        | XVI                 | 177,8           |
| 27    | Heinz Gerard, Iserlohn         | IX                  | 177,4           |
| 28    | Heinz Kretschmer, Berlin       | Wehrmacht Luftwaffe | 176,9           |
| 29    | Jakob Becker, Berlin           | Wehrmacht Luftwaffe | 176,8           |
| 30    | Rudolf Schumacher, Leipzig     | V                   | 176,6           |
| 31    | Ernst Flöthner, Allenbach      | IX                  | 176,5           |
| 32    | Walter Rinke, Holthausen       | IX                  | 176,2           |
| 33    | Ernst-August Johannsen, Bremen | VIII                | 175,6           |
| 34    | Helmut Schmidt, Kiel           | Wehrmacht Marine    | 174,9           |
| 35    | Edmund Hainz, Mülheim          | XIII                | 174,8           |
| 36    | Kurt Galle, Brieg              | Wehrmacht Luftwaffe | 174,7           |
| 37    | Johann Fasching, Leipzig       | Wehrmacht Luftwaffe | 174             |
| 38    | Gerhard Braun, Gelsenkirchen   | IX                  | 173,4           |
| 39    | Rudi Rüger, Hannover           | VIII                | 173,4           |
| 40    | Anton Kippert, Brieg           | IV                  | 172,8           |
| 41    | Erich Schröter, Kiel           | Wehrmacht Marine    | 172,8           |
| 42    | Ernst Peters, Bremen           | Wehrmacht Luftwaffe | 172,3           |
| 43    | Walter Behrens, Hamburg        | VII                 | 172             |
| 44    | Franz Eschwei, Mannheim        | XIV                 | 171,9           |
| 45    | Hanns Mock, Berlin             | Wehrmacht Heer      | 171,6           |
| 46    | Hans Pludra, Villingen         | Wehrmacht Heer      | 171,5           |
| 47    | Peter Weinhardt, Sindelfingen  | Wehrmacht Luftwaffe | 171,1           |
| 48    | Franz Althoff                  | Wehrmacht Luftwaffe | 171             |
| 49    | Hans Max Fischer               | Wehrmacht Luftwaffe | 170,8           |
| 49    | Horst Röscher, Warnemünde      | VII                 | 170,8           |
| 50    | Karl Kamps, Düsseldorf         | X                   | 170,2           |